# Louis Van Tilt
Louis Pierre Paul Van Tilt (* 28. März 1875 in Löwen; † 3. August 1942 in Holsbeek) war ein belgischer Sportschütze.

## Erfolge
Louis Van Tilt nahm an den Olympischen Spielen 1920 in Antwerpen und 1924 in Paris im Trap teil. Den Mannschaftswettbewerb schloss er 1920 mit der belgischen Mannschaft auf dem zweiten Rang ab, mit 503 Punkten hatten die Belgier 44 Punkte Rückstand auf die erstplatzierten US-Amerikaner. Neben Van Tilt gehörten noch Albert Bosquet, Joseph Cogels, Émile Dupont, Edouard Fesinger und Henri Quersin zum Team. 1924 verpasste er mit der Mannschaft als Vierter einen weiteren Medaillengewinn. Den Einzelwettkampf beendete er nicht.